# Afrique (Band)
Afrique war ein kurzlebiges Studioprojekt um Gitarrist David T. Walker, das mit aktuellen Hits, darunter Soul Makossa von Manu Dibango, versuchte Geld zu machen.

## Bandgeschichte
Die Band veröffentlichte 1973 ihr einziges Album Soul Makossa, aus dem mit dem Titelsong und Kumbo Coming (Good News) zwei Songs ausgekoppelt wurden. Bis auf wenige Textzeilen beim Titelsong, die auf Duala sind, handelte es sich um eine reine Instrumental-Band. Das Album wurde von Bob Shad produziert. Es erschien auf Mainstream Records und war ein schnelles Cash-in-Album für den Funk-Markt.
Die Single Soul Makossa wurde vom kamerunischen Saxophonisten und Songwriter Manu Dibango komponiert. Ursprünglich wurde der Song als B-Seite der Single Hymne de la 8e Coupe d'Afrique des Nations für die kamerunische Fußballnationalmannschaft beim Afrika-Cup 1972 veröffentlicht.
Das Album erreichte Platz 152 der Billboard 200, die Single erreichte Platz 47 der Billboard Hot 100 und blieb 9 Wochen in den Charts.
Die Band existierte nur für das Album. In der gleichen Besetzung entstanden unter dem Namen The Chubukos zwei weitere Singles.

## Diskografie

### Als Afrique
- 1973: Soul Makossa (Album, Mainstream Records)
- 1973: Soul Makossa / Hot Mud (Single, Mainstream Records)
- 1973: Kumbo Coming (Good News) / Hot Mud (Single, Mainstream Records)

### Als The Chubukos
- 1973: Witch Doctor Bump / House of  Rising Funk  (Single, Mainstream Records)
- 1974: Boogie the Devil In (Bump the Devil Out) (Single, Mainstream Records)